# Jan Čáp (psycholog)
Jan Čáp (18. srpna 1925, Praha – 15. září 2001, Praha) byl český psycholog v oblasti pedagogické psychologie a vysokoškolský pedagog.

## Studium
Po odmaturování na pražském klasickém gymnáziu se Jan Čáp rozhodl pro studium (1945-1949) psychologie s průvodním oborem pedagogikou na Filozofické fakultě Univerzity Karlovy v Praze, kde také po svém absolutoriu začal vyučovat. V roce 1962 se stal docentem v oblasti pedagogické psychologie a v roce 1992 byl jmenován univerzitním profesorem.

## Profesní dráha
Jan Čáp se na počátku své kariéry začal zabývat otázkami spadajícími do oblastí pedagogické psychologie a psychologie práce jako je pracovní výcvik, nácvik činností nebo psychomotorické učení. Dále se zabýval profesiografií různých povolání (např. povolání ošetřovatelské s vyústěním do otázek výchovy a výcviku). Ke konci šedesátých let se věnoval proměnám osobnosti, které čelí náročným životním situacím. Kolem roku 1977 se zabýval mnohostranným rozvojem osobnosti, který dával do opozice k jednostrannému rozvoji osobnosti. Tato problematika jím zkoumána, odhalila důležitost výchovného a vzdělávacího úsilí v adolescenci a rané dospělosti. Na základě toho rozpracovával interaktivní přístup ke způsobu výchovy, rozvíjel a velice podrobně zkoumal model způsobu výchovy v rodině. Mapoval emoční vztahy v rodině, řízení dítěte a důsledky z toho plynoucí.

### Pedagogická psychologie

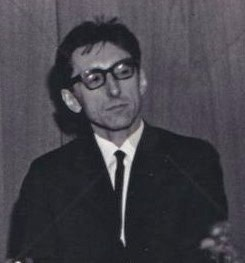
prof. Jan Čáp (60. léta)

Těžiště jeho práce především tkvělo v pedagogické psychologii, kde se nejvíce věnoval tématům jako je aktivita a aktivnost člověka, trávení volného času, výchova v rodině, způsoby a styly výchovy. Jako jeden z mála u nás důkladně analyzoval kategorii aktivity osobnosti. Dále uvažoval o specifických osobnostních vlastnostech: aktivnost-pasivnost, v nichž rozlišoval aspekty temperamentové, motivační, operační a kognitivní a zajímal se o jejich vnější projevy, možnosti diagnostiky a ovlivňování výchovou.
V problematice trávení volného času se především zaměřil na přání osob trávit čas určitými činnostmi a reálným trávením volného času. Studoval aktivní a receptivní způsoby trávení volného času mládeže. Konstatoval, že významným determinantem je zde rodina.
Významně přispěl k rozvoji psychologie pro učitele. Jeho učebnice Psychologie pro učitele nebo Psychologie výchovy a vyučování se staly základním studijním textem přibližující psychologický pohled na žáka, jeho vývoj a podmínky pro rozvoj a formování jeho osobnosti. Podílel se na tvorbě učebních plánů pro různé formy studia psychologie a učitele psychologie.

## Pedagogická činnost
Své pedagogické působení věnoval pouze Filozofické fakultě Univerzity Karlovy v Praze a jejímu psychologickému pracovišti. Svým vědeckým a pedagogickým působením přispěl k rozvoji studia psychologie na této instituci.

## Publikace
- Pedagogická psychologie. Praha, SPN 1963
- Psychologie. Učebnice pro výchovné pracovníky odborných učilišť a učňovských škol. Praha, SPN 1963
- Psychologie pracovního výcviku. Praha, SPN 1964
- Utváření osobnosti v náročných životních situacích. Praha, SPN 1968, spoluautor[5]
- Vybrané kapitoly z pedagogické psychologie. Praha, SPN 1971
- Výchova aktivity mládeže ve volném čase. Praha, Univerzita Karlova 1976, spoluautor[6]
- Psychologie pro učitele. Praha, SPN 1980, 1983, 1987
- Psychologie mnohostranného vývoje člověka. Praha, SPN 1990
- Psychologie výchovy a vyučování. Praha, Karolinum 1993, 1996
- Rozvíjení osobnosti a způsob výchovy v rodině. Praha, ISV 1996
- Psychologie pro učitele. Praha, Portál 2001, 2007, spoluautor[7]